# Ху Бо
Ху Бо  (кит. упр. 胡波, пиньинь Hú Bō; 20 июля 1988 года, Цзинань, Китай — 12 октября 2017 года, Пекин, Китай) — китайский писатель, работавший под псевдонимом Ху Цянь (кит. упр. 胡遷), сценарист и кинорежиссёр. Более всего известен благодаря своему единственному художественному фильму «Слон сидит спокойно» (2018), завершив который он покончил с собой.

## Биография
Родился в 1988 году в городе Цзинань, провинция Шаньдун. В 2014 году окончил Пекинскую киноакадемию. В том же году его первый короткометражный фильм «Далёкий отец» получил приз за лучшую режиссуру на 4-м китайском кинофестивале «Золотая коала».
В июле 2016 года Ху Бо начал съёмку своего единственного художественного фильма «Слон сидит спокойно», в основу которого была положена история из новеллы собственного сочинения «Большая трещина».  После требования сократить первую версию фильма (она длилась два с половиной часа), он сделал новый четырёхчасовой вариант и, закончив работу над фильмом, покончил с собой в возрасте 29 лет. По сообщениям, причиной самоубийства стал конфликт с продюсером .

## Новеллы
- «Большая трещина» (2017)
- «Лягушка» (2017)

## Фильмография
- «Далёкий отец» (короткометражный фильм, 2014)
- «Ночной бегун» (короткометражный фильм, 2014)
- «Человек из колодца» (короткометражный фильм, 2017)
- «Слон сидит спокойно» (художественный фильм, 230 мин., 2018)